# Krzysztof Niemczyk
Pour les articles homonymes, voir Niemczyk.
Krzysztof Niemczyk, né le 21 mai 1938 à Varsovie (Pologne) et mort le 19 janvier 1994 à Cracovie (Pologne), est un écrivain, peintre, performeur et situationniste polonais.

## Biographie
Krzysztof Niemczyk naît en 1938 du violoniste Wacław Niemczyk et de Danuta, née von Schenk. Après le soulèvement de Varsovie, sa famille déménage à Cracovie, en Pologne, où il vit et travaille jusqu'à la fin de sa vie. En 1946, son père franchit la « frontière verte (en) » pour Londres et abandonne sa famille.
Il collabore avec Tadeusz Kantor et la Galeria Krzysztofory (pl) et devient une figure marquante de la vie artistique de Cracovie dans les années 1960 et 1970.
Il est le frère de l'actrice Monika Niemczyk (pl) et le neveu de Leon Niemczyk.

## Œuvre
Littérature
- Kurtyzana i pisklęta, czyli Krzywe zwierciadło namiętnego działania albo inaczej Studium chaosu [Courtisane et poussins, ou le miroir tordu de l'action passionnée ou une étude du chaos], Ha!art (pl), Cracovie, 2007  (ISBN 978-83-89911-42-1)
  - Édition française : La courtisane et les poussins, traduit par Jacques Burko, La Différence, Paris, 1999  (ISBN 2-7291-1241-3)